# Skhul-Höhle

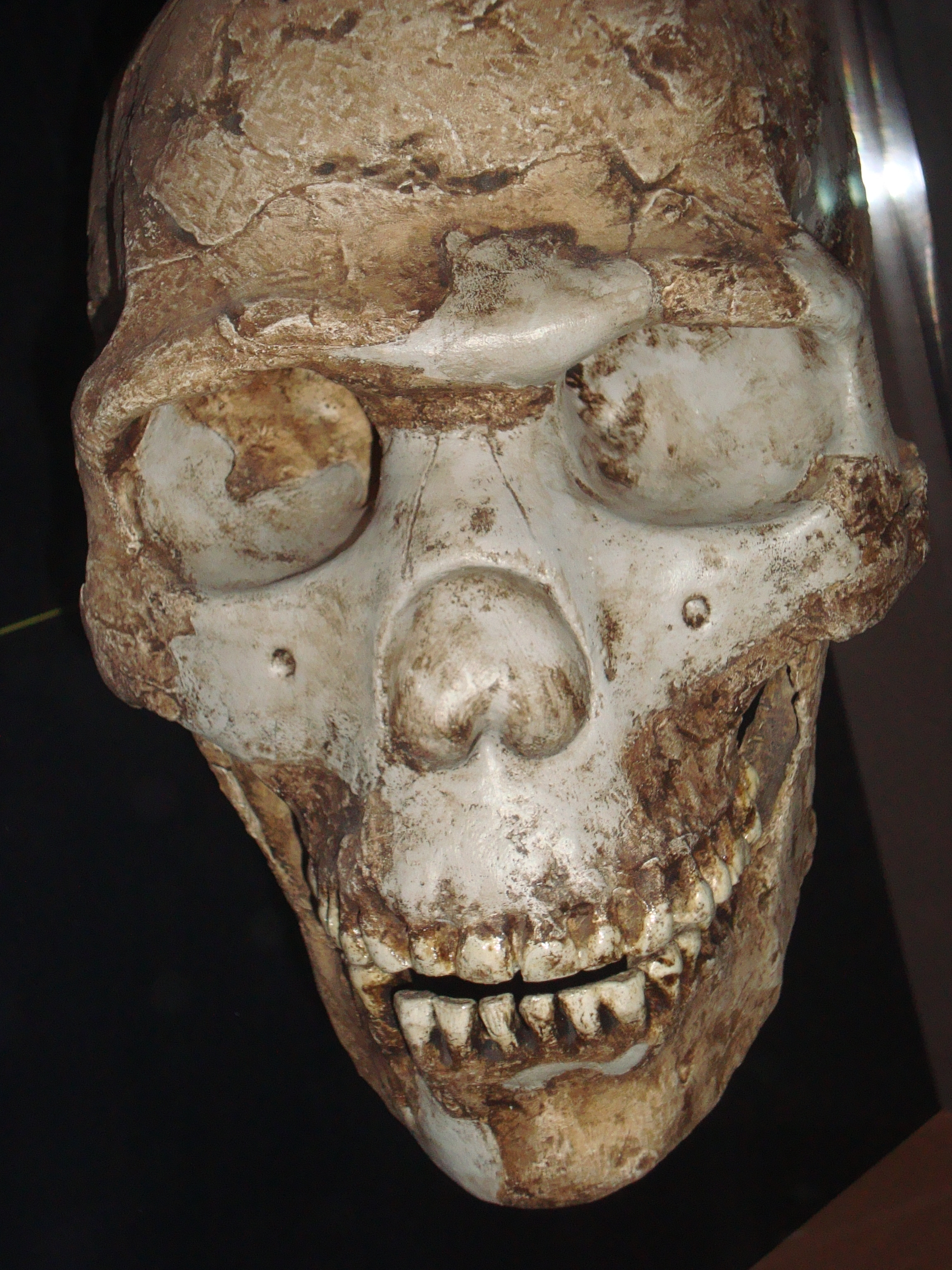
Das Fossil Skhul V (Kopie)

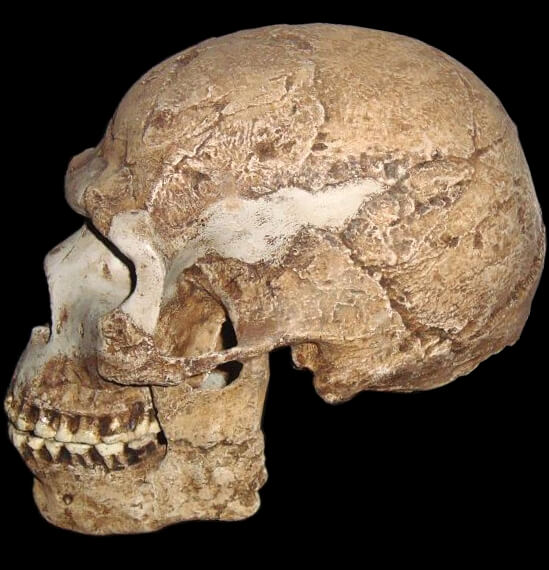
Skhul V, seitliche Ansicht (Kopie)

Die Skhul-Höhle (arabisch مغارة السخول, DMG Muġāret es-Sḫūl ‚Höhle der Ziegenkitze‘, hebräisch מְעָרַת הַגֶּדִי Məʿarat haGedī, deutsch ‚Höhle des Böckleins/Geißleins‘) ist eine archäologische und paläoanthropologische Fundstätte im heutigen Naturschutzgebiet Nachal Meʿarot im Karmel-Gebirge (Israel) bei Athlit, knapp 20 Kilometer südlich von Haifa. Bei Grabungen auf dem Vorplatz der Höhle unter Leitung von Theodore Doney McCown wurden in den Jahren 1931 und 1932 bedeutende Gräber des anatomisch modernen Menschen (Homo sapiens) freigelegt. Die kleine Karsthöhle und der zugehörige Vorplatz liegen am südlichen Talrand des Wadi el Mugharet (Tal der Höhlen), der in westlicher Richtung aus dem Karmel-Massiv in Richtung zur Mittelmeerküste austritt. Etwa 100 Meter abwärts im Wadi liegt die Tabun-Höhle, noch näher am selben Talrand die Höhle el-Wad (Muġāret el-Wād) mit dem davor gelegenen Natufien-Freilandfundplatz El-Wad.

## Fundgeschichte
Der Name der Höhle geht auf Hirten zurück, die hier die Ziegenkitze nach dem Absetzen von den Müttern einsperrten, um sie in der Entwöhnungsphase außer Hör- und Sichtweise der Herde zu halten. Die kleine Höhle wurde 1928 durch Dorothy Garrod untersucht, jedoch ohne Ergebnis. Theodore D. McCown, damals wissenschaftlicher Assistent von Garrod, entdeckte bei systematischen Grabungen 1931 und 1932 in Schichten des flachmuldig geformten Vorplatzes der Höhle neun Gräber (Skhul I bis IX), die damals als Mount Carmel Neanderthals bezeichnet wurden. Sie entstammen der Schicht B des Moustériens, der mittleren Schicht der dreigeteilten stratigraphischen Abfolge. Später wurden weitere Knochen geborgen, die mindestens einem weiteren Individuum zuzuschreiben sind. 1939 wurden die menschlichen Fossilien von Arthur Keith und Theodore McCown monographisch beschrieben. Fehlende Knochenteile wurden nach der Präparation zum Teil ohne konkrete Anhaltspunkte ergänzt, so dass es heute zum Teil schwierig ist, den anatomischen Originalzustand zu rekonstruieren.
Die meist unvollständig erhaltenen Gräber I bis X enthielten folgende fossile Knochen:
- Skhul I: Schädeldach eines Kindes, ohne Gesichtsknochen, mit partiell erhaltenem Unterkiefer, teilweise bezahnt, der Molar M1 ist noch nicht durchgebrochen (zusammen mit Skhul V beste Fossilerhaltung)
- Skhul II: Fragmente des Schädels eines Erwachsenen und Fragmente des zugehörigen Unterkiefers
- Skhul III: Teile des linken Beins eines erwachsenen, vermutlich männlichen Individuums
- Skhul IV: ein nahezu vollständig erhaltenes Skelett eines vermutlich männlichen Erwachsenen mit stark fragmentiertem Schädel, unvollständigen Gesichtsknochen und nahezu vollständig bezahntem Unterkiefer
- Skhul V: ein weitgehend komplett erhaltener Schädel eines älteren Erwachsenen mit vollständig erhaltenen, stark abgekauten Oberkieferzähnen und stark fragmentiertem Unterkiefer
- Skhul VI: Teile des Skeletts eines auf 30 bis 35 Jahre geschätzten Mannes
- Skhul VII: Teile des Skeletts einer auf 35 bis 40 Jahre geschätzten Frau
- Skhul VIII: Beinknochen eines Kindes
- Skhul IX: Teile des Skeletts eines auf 50 Jahre geschätzten Mannes
- Skhul X: Teile des Unterkiefers sowie Zähne und Oberarmknochen eines Kindes

## Datierung und Interpretation der Funde
Zum Alter der Funde werden in der Fachliteratur unterschiedliche Angaben gemacht. 1998 ergab eine Thermolumineszenzdatierung für Schicht B beispielsweise 119.000 ± 18.000 Jahre; eine Elektronenspinresonanz-Datierung hatte zuvor maximal 101.000 ± 12.000 und minimal 81.000 ± 15.000 Jahre ergeben. Als Alter wird daher gelegentlich – diese Datierungen quasi zusammenfassend – 80.000 bis 120.000 Jahre angegeben, 80.000 bis 100.000 Jahre, oder es werden als Annäherung 100.000 Jahre angegeben.
Fossilien traten in drei unterschiedlich alten Fundschichten zutage, die unter anderem aufgrund einer unterschiedlich zusammengesetzten Tierwelt gegeneinander abgegrenzt werden konnten; alle homininen Fossilien entstammen der Fundschicht B. Diese Fossilien wurden aufgrund der anfänglichen Interpretation von Tausenden ebenfalls gefundener Steinwerkzeuge einer als Levalloiso-Mousterian bezeichneten „Hybrid“-Kultur zugeordnet, da zu dieser Zeit noch von einer älteren Stufe des „Levalloisien“ (Kultur mit Levalloistechnik) und einem letztglazialen Moustérien als Werkzeugkultur der Neandertaler ausgegangen wurde. Ferner wurde – primär von Arthur Keith – argumentiert, der Bau der gefundenen Knochen spreche dafür, dass die als Neandertaler bezeichneten Funde aus der Tabun-Höhle und der Amud-Höhle und insbesondere die Funde Skhul IV, V und IX eine einzige Art repräsentierten, die 1939 von McCown und Keith als Palaeoanthropus palestinus bezeichnet wurde. Die vorhandenen Unterschiede zwischen den Fossilien aus unterschiedlichen Höhlen wurden als innerartliche Variabilität infolge einer rasch evolvierenden Abstammungslinie interpretiert. Allerdings wurde bereits 1939 – auf Initiative Theodore McCowns – nicht völlig ausgeschlossen, dass die im  Karmel-Gebirge entdeckten Fossilien möglicherweise zwei miteinander verwandte Taxa repräsentieren könnten: McCown hatte die Funde aus der Tabun-Höhle – auch aus heutiger Sicht zu Recht – als eher „neanderthaloid“ (dem Neandertaler ähnlich) gedeutet, die Funde von Skhul als eher den Cro-Magnon-Menschen nahestehend.
Heute gilt die Höhle überwiegend als Begräbnisstätte von frühen anatomisch modernen Menschen, die im Karmel-Gebirge zugleich oder in mehrfachem zeitlichen Wechsel mit Neandertalern lebten. Dem Fossil Skhul I wurden 2025 anatomische Merkmale sowohl von Homo sapiens als auch von Neandertalern zugeschrieben.

## Belege
1. ↑  Dorothy Garrod: Excavations in the Mugharet el-Wad, near Athlit, April-June 1929. In: Quarterly Statement of the Palestine Exploration Fund. Band 61, Nr. 4, 1929, S. 220–222, doi:10.1179/peq.1929.61.4.220.
2. ↑  Hélène Salomon et al.: Selection and Heating of colouring Materials in the Mousterian level of es-Skhul (c. 100 000 Years BP, Mount Carmel, Israel). In: Archaeometry. Band 54, Nr. 4, 2012, S. 698–722, doi:10.1111/j.1475-4754.2011.00649.x.
3. ↑  Arthur Keith, Theodore McCown: The Stone Age of Mount Carmel. Vol. II: The Fossil Human Remains from the Levalloiso-Mousterian. Oxford University Press at the Clarendon Press, Oxford 1939.
4. ↑  Jeffrey H. Schwartz, Ian Tattersall et al.: The Human Fossil Record. Band 2: Craniodental Morphology of Genus Homo (Africa and Asia). Wiley, 2003, S. 358 ff., ISBN 978-0-471-31928-3.
5. ↑  Bookreview von Ashley Montagu in American Anthropologist, Band 42, 1940, S. 518 f.
6. ↑  Norbert Mercier et al.: Thermoluminescence Date for the Mousterian Burial Site of Es-Skhul, Mt.Carmel. In: Journal of Archaeological Science. Band 20, Nr. 2, 2003, S. 169–174, doi:10.1006/jasc.1993.1012.
7. ↑  Chris Stringer et al.: ESR dates for the hominid burial site of Es Skhul in Israel. In: Nature. Band 338, 1989, S. 756–758, doi:10.1038/338756a0.
8. ↑  zum Beispiel in der Online-Ausgabe der Encyclopædia Britannica
9. ↑  Wesley A. Niewoehner: Behavioral inferences from the Skhul/Qafzeh early modern human hand remains. In: PNAS. Band 98, Nr. 6, 2001, S. 2979–2984, doi:10.1073/pnas.041588898.
10. ↑  Muschelkette als Statussymbol. Schon vor 100.000 Jahren trugen unsere Vorfahren Schmuck. Auf: heise.de vom 28. Juni 2006.
11. ↑  Bastien Bouvier, Anne Dambricourt Malassé, Marcel Otte, Michael Levitzky und Israël Hershkovitz: A new analysis of the neurocranium and mandible of the Skhūl I child: Taxonomic conclusions and cultural implications. In: L'Anthropologie. Band 129, Nr. 3, 2025, 103385, doi:10.1016/j.anthro.2025.103385.

al-Wad |
Jamal-Höhle|Jamal |
Skhul |
Tabun
Ajalon |
Amud |
Höhle der Briefe |
Chillason Tachtit |
Jonim |
Kebara |
Manot |
Misliya |
Nachal Meʿarot: al-Wad |
Nachal Meʿarot: Dschamal |
Nachal Meʿarot: Skhul |
Nachal Meʿarot: Tabun |
Nachal Oren: Finger-Höhle |
Nachal Oren: Obere Höhle |
Nachal Oren: Untere Höhle |
Qafzeh |
Qessem |
Raqefet |
Schovach |
Teʾomim